# Blondelia pulchelia
Blondelia pulchelia là một loài ruồi trong họ Tachinidae.